# Ultravox/Diskografie
Diese Diskografie ist eine Übersicht über die musikalischen Werke der britischen Band Ultravox. Den Schallplattenauszeichnungen zufolge hat sie bisher mehr als drei Millionen Tonträger verkauft. Ihre erfolgreichste Veröffentlichung ist das Album The Collection mit über 910.000 verkauften Einheiten.

## Alben

### Studioalben
| Jahr | Titel Musiklabel                               | Höchstplatzierung, Gesamtwochen, AuszeichnungChartplatzierungen (Jahr, Titel, Musiklabel, Platzierungen, Wochen, Auszeichnungen, Anmerkungen) | Höchstplatzierung, Gesamtwochen, AuszeichnungChartplatzierungen (Jahr, Titel, Musiklabel, Platzierungen, Wochen, Auszeichnungen, Anmerkungen) | Höchstplatzierung, Gesamtwochen, AuszeichnungChartplatzierungen (Jahr, Titel, Musiklabel, Platzierungen, Wochen, Auszeichnungen, Anmerkungen) | Höchstplatzierung, Gesamtwochen, AuszeichnungChartplatzierungen (Jahr, Titel, Musiklabel, Platzierungen, Wochen, Auszeichnungen, Anmerkungen) | Höchstplatzierung, Gesamtwochen, AuszeichnungChartplatzierungen (Jahr, Titel, Musiklabel, Platzierungen, Wochen, Auszeichnungen, Anmerkungen) | Anmerkungen                                                  |
| Jahr | Titel Musiklabel                               | DE | AT | CH | UK | US | Anmerkungen                                                  |
| ---- | ---------------------------------------------- | --- | --- | --- | --- | --- | ------------------------------------------------------------ |
| 1977 | Ultravox! Island Records (Island)              | — | — | — | — | — | Erstveröffentlichung: 25. Februar 1977                       |
| 1977 | Ha!-Ha!-Ha! Island Records (Island)            | — | — | — | — | — | Erstveröffentlichung: 14. Oktober 1977                       |
| 1978 | Systems of Romance Island Records (EMI)        | — | — | — | — | — | Erstveröffentlichung: 8. September 1978                      |
| 1980 | Vienna Chrysalis Records (Chrysalis)           | DE22 (20 Wo.)DE | — | — | UK3 Platin · (73 Wo.)UK | US164 (9 Wo.)US | Erstveröffentlichung: 11. Juli 1980 Verkäufe: + 310.000      |
| 1981 | Rage in Eden Chrysalis Records (Chrysalis)     | DE48 (8 Wo.)DE | — | — | UK4 Gold · (24 Wo.)UK | US144 (6 Wo.)US | Erstveröffentlichung: 11. September 1981 Verkäufe: + 130.000 |
| 1982 | Quartet Chrysalis Records (Chrysalis)          | DE13 (19 Wo.)DE | — | — | UK6 Gold · (30 Wo.)UK | US61 (17 Wo.)US | Erstveröffentlichung: 15. Oktober 1982 Verkäufe: + 100.000   |
| 1984 | Lament Chrysalis Records (Chrysalis)           | DE18 (22 Wo.)DE | — | — | UK8 Gold · (27 Wo.)UK | US115 (9 Wo.)US | Erstveröffentlichung: 6. April 1984 Verkäufe: + 100.000      |
| 1986 | U-Vox Chrysalis Records (Chrysalis)            | DE49 (3 Wo.)DE | — | CH29 (1 Wo.)CH | UK9 Gold · (6 Wo.)UK | — | Erstveröffentlichung: 13. Oktober 1986 Verkäufe: + 100.000   |
| 1993 | Revelation Deutsche Schallplatten Berlin (DSB) | — | — | — | — | — | Erstveröffentlichung: 10. Mai 1993                           |
| 1994 | Ingenuity Intercord (Intercord)                | — | — | — | — | — | Erstveröffentlichung: 10. November 1984                      |
| 2012 | Brilliant Chrysalis (EMI)                      | DE27 (2 Wo.)DE | AT59 (1 Wo.)AT | CH67 (1 Wo.)CH | UK21 (1 Wo.)UK | — | Erstveröffentlichung: 25. Mai 2012                           |

grau schraffiert: keine Chartdaten aus diesem Jahr verfügbar
Die Alben Quartet und Lament wurden bereits 1982 und 1984 digital gemastert.
2006 veröffentlichte Island Records die ersten drei Alben in einer digital remasterten Version mit zusätzlichen Bonustracks und Linernotes von Steve Malins. Das Debütalbum enthält neben den Originalstücken Liveaufnahmen von Slip Away, Modern Love, The Wild, the Beautiful and the Damned, sowie My Sex. Der Nachfolger enthält zusätzlich die Singleauskopplung Young Savage, die zwischen dem ersten und zweiten Album veröffentlicht wurde, aber auf keinem der beiden Alben enthalten war, Quirks, eine Remixversion von The Man Who Dies Every Day, die alternative Version von Hiroshima Mon Amour, die als B-Seite der Single ROckWrok veröffentlicht wurde, sowie zwei Liveaufnahmen. Das letzte Island-Album enthält als Bonustracks die Titel Cross Fade und die Full Version von Quiet Men.
2008/2009 veröffentlichte EMI sämtliche Studio- und Livealben aus den Jahren 1980 bis 1986 als Remastered Definitive Editions neu. Diese beinhalten auf zwei Disks neben den von den Originalbändern komplett neu digitalisierten Aufnahmen auch bisher unveröffentlichte Stücke. Den Anfang machten am 22. September 2008 die beiden ersten Alben Vienna und Rage in Eden, Letzteres wieder in einer CD-Ausgabe mit dem Originalcover und der Grafik Cinémonde von Hervé Morvan, die sowohl bei der Vinylveröffentlichung 1981 als auch bei der CD-Veröffentlichung in den USA aus urheberrechtlichen Gründen in der Auflage limitiert war. Am 16. Februar 2009 folgten Quartet und Monument. Bei Monument wurde gegenüber der früheren Neuveröffentlichung mit The Song (We Go) ein weiterer Titel hinzugefügt. Somit enthält das Livealbum nun acht anstatt der ursprünglich fünf aufgenommenen Titel. Die zweite Disk in diesem Set ist das seinerzeit im VHS-Format produzierte Konzertvideo auf einer DVD. Am 4. September 2009 erschienen mit Lament und U-Vox die beiden letzten Alben der Chrysalis-Ära als Doppel-CDs. Bei Lament gibt es vier Titel, die ausschließlich in digitaler Downloadform zu erhalten sind, da sie nicht mehr auf der zweiten CD Platz fanden. Es handelt sich dabei um die zwischen den beiden Alben positionierbaren Titel Love’s Great Adventure, ihre B-Seiten sowie die nur in Deutschland veröffentlichte Maxiversion von Heart of the Country. Auf dem Booklet von Lament befindet sich die weitgehend unbekannte Covervariante der britischen Vinyl-Erstauflage ohne das Bild der Callanish Stones. Das Cover der Vinyl-Ausgabe bestand seinerzeit aus mit Glanzlack bedrucktem rauen Karton. Auch die Gestaltung der CD erinnert an diese ursprüngliche Edition.

### Livealben
| Jahr | Titel Musiklabel                                                      | Höchstplatzierung, Gesamtwochen, AuszeichnungChartplatzierungen (Jahr, Titel, Musiklabel, Platzierungen, Wochen, Auszeichnungen, Anmerkungen) | Höchstplatzierung, Gesamtwochen, AuszeichnungChartplatzierungen (Jahr, Titel, Musiklabel, Platzierungen, Wochen, Auszeichnungen, Anmerkungen) | Höchstplatzierung, Gesamtwochen, AuszeichnungChartplatzierungen (Jahr, Titel, Musiklabel, Platzierungen, Wochen, Auszeichnungen, Anmerkungen) | Höchstplatzierung, Gesamtwochen, AuszeichnungChartplatzierungen (Jahr, Titel, Musiklabel, Platzierungen, Wochen, Auszeichnungen, Anmerkungen) | Höchstplatzierung, Gesamtwochen, AuszeichnungChartplatzierungen (Jahr, Titel, Musiklabel, Platzierungen, Wochen, Auszeichnungen, Anmerkungen) | Anmerkungen |
| Jahr | Titel Musiklabel                                                      | DE | AT | CH | UK | US | Anmerkungen |
| ---- | --------------------------------------------------------------------- | --- | --- | --- | --- | --- | --- |
| 1983 | Monument – The Soundtrack Chrysalis Records (Chrysalis)               | — | — | — | UK9 Gold · (15 Wo.)UK | — | Erstveröffentlichung: 14. Oktober 1983 Verkäufe: + 100.000                                                             |
| 1991 | BBC Radio 1 Live in Concert Windsong International (Pinnacle)         | — | — | — | — | — | Livemitschnitt des Konzertes im Paris Theatre in London vom 14. Januar 1981                                            |
| 1995 | Future Picture auch bekannt als: Live in Italy Receiver Records (BMG) | — | — | — | — | — | Erstveröffentlichung: 22. Mai 1995 Livemitschnitt eines Konzertes in Italien von 1993                                  |
| 2010 | Return to Eden – Live at the Roundhouse Chrysalis (EMI)               | — | — | — | UK75 (1 Wo.)UK | — | Erstveröffentlichung: 5. April 2010 Livemitschnitt des Konzertes in The Roundhouse in London vom 30. April 2009        |
| 2012 | 2012 Tour Chrysalis (Eden Music)                                      | — | — | — | — | — | Erstveröffentlichung: Oktober 2012 Livemitschnitt des Konzertes im Hammersmith Apollo in London vom 27. September 2012 |

### Kompilationen
| Jahr | Titel Musiklabel                                                   | Höchstplatzierung, Gesamtwochen, AuszeichnungChartplatzierungen (Jahr, Titel, Musiklabel, Platzierungen, Wochen, Auszeichnungen, Anmerkungen) | Höchstplatzierung, Gesamtwochen, AuszeichnungChartplatzierungen (Jahr, Titel, Musiklabel, Platzierungen, Wochen, Auszeichnungen, Anmerkungen) | Höchstplatzierung, Gesamtwochen, AuszeichnungChartplatzierungen (Jahr, Titel, Musiklabel, Platzierungen, Wochen, Auszeichnungen, Anmerkungen) | Höchstplatzierung, Gesamtwochen, AuszeichnungChartplatzierungen (Jahr, Titel, Musiklabel, Platzierungen, Wochen, Auszeichnungen, Anmerkungen) | Höchstplatzierung, Gesamtwochen, AuszeichnungChartplatzierungen (Jahr, Titel, Musiklabel, Platzierungen, Wochen, Auszeichnungen, Anmerkungen) | Anmerkungen                                                                |
| Jahr | Titel Musiklabel                                                   | DE | AT | CH | UK | US | Anmerkungen                                                                |
| ---- | ------------------------------------------------------------------ | --- | --- | --- | --- | --- | -------------------------------------------------------------------------- |
| 1980 | Three into One Island Records (Island)                             | — | — | — | — | — | Erstveröffentlichung: 6. Juni 1980                                         |
| 1984 | The Collection Chrysalis Records (Chrysalis)                       | DE37 (8 Wo.)DE | — | — | UK2 ×3Dreifachplatin · (53 Wo.)UK | — | Erstveröffentlichung: 2. November 1984 Verkäufe: + 920.000                 |
| 1993 | If I Was – The Very Best of Midge Ure and Ultravox Chrysalis (EMI) | — | — | — | UK10 Silber · (6 Wo.)UK | — | Erstveröffentlichung: 22. Februar 1993 Verkäufe: + 60.000                  |
| 1993 | Rare Vol. 1 Chrysalis (EMI)                                        | — | — | — | — | — | Erstveröffentlichung: 4. Oktober 1993 B-Seiten der Singles (1980 bis 1982) |
| 1994 | Rare Vol. 2 Chrysalis (EMI)                                        | — | — | — | — | — | Erstveröffentlichung: 8. August 1994 B-Seiten der Singles (1984 bis 1986)  |
| 1995 | Dancing With Tears In My Eyes Chrysalis (EMI)                      | — | — | — | — | — | Erstveröffentlichung: 16. Oktober 1995                                     |
| 1998 | The Voice – The Best of Ultravox EMI (EMI)                         | — | — | — | UK— SilberUK | — | Verkäufe: + 60.000                                                         |
| 1998 | Extended Ultravox EMI (EMI)                                        | — | — | — | — | — | Erstveröffentlichung: 9. Februar 1998 12″-Remixes (1980 bis 1986)          |
| 2009 | The Very Best of Ultravox Chrysalis (EMI)                          | — | — | — | UK35 (4 Wo.)UK | — | inkl. DVD mit den Musikvideos (1980 bis 1986)                              |

grau schraffiert: keine Chartdaten aus diesem Jahr verfügbar

### EPs
- 1978: Retro (Livemitschnitte von The Man Who Dies Every Day, Young Savage, The Wild, the Beautiful and the Damned und My Sex [1977 und 1978])
- 2011: Moments from Eden (Livemitschnitte von New Europeans, Herr X, White China und Love’s Great Adventure der Konzertreihe Return to Eden Part II [2010])
- 2012: Live (Single Edit) (Singleauskopplung aus dem Album Brilliant, Instrumental 7/8 sowie Livemitschnitte von We Stand Alone und Astradyne der Konzertreihe Return to Eden Part II [2010])

Anfang Mai 2011 wurde eine limitierte und künstlerisch aufgewertete Ultimate Deluxe Edition der EP Moments from Eden als kombinierte CD- und 10″-Vinyl-Version veröffentlicht.

## Singles
| Jahr | Titel Album                            | Höchstplatzierung, Gesamtwochen, AuszeichnungChartplatzierungen (Jahr, Titel, Album, Platzierungen, Wochen, Auszeichnungen, Anmerkungen) | Höchstplatzierung, Gesamtwochen, AuszeichnungChartplatzierungen (Jahr, Titel, Album, Platzierungen, Wochen, Auszeichnungen, Anmerkungen) | Höchstplatzierung, Gesamtwochen, AuszeichnungChartplatzierungen (Jahr, Titel, Album, Platzierungen, Wochen, Auszeichnungen, Anmerkungen) | Höchstplatzierung, Gesamtwochen, AuszeichnungChartplatzierungen (Jahr, Titel, Album, Platzierungen, Wochen, Auszeichnungen, Anmerkungen) | Höchstplatzierung, Gesamtwochen, AuszeichnungChartplatzierungen (Jahr, Titel, Album, Platzierungen, Wochen, Auszeichnungen, Anmerkungen) | Anmerkungen                                                                        |
| Jahr | Titel Album                            | DE | AT | CH | UK | US | Anmerkungen                                                                        |
| ---- | -------------------------------------- | --- | --- | --- | --- | --- | ---------------------------------------------------------------------------------- |
| 1977 | Dangerous Rhythm Ultravox!             | — | — | — | — | — | Erstveröffentlichung: 18. Januar 1977                                              |
| 1977 | Young Savage –                         | — | — | — | — | — | Erstveröffentlichung: 27. Mai 1977                                                 |
| 1977 | Quirks Ultravox!                       | — | — | — | — | — | Erstveröffentlichung: September 1977                                               |
| 1977 | Rockwrok Ha!-Ha!-Ha!                   | — | — | — | — | — | Erstveröffentlichung: Oktober 1977                                                 |
| 1978 | Frozen Ones Ha!-Ha!-Ha!                | — | — | — | — | — | Erstveröffentlichung: 1. Februar 1978                                              |
| 1978 | Slow Motion Systems of Romance         | — | — | — | UK33 (4 Wo.)UK | — | Erstveröffentlichung: 4. August 1978 Charteinstieg: 1981                           |
| 1978 | Quiet Men Systems of Romance           | — | — | — | — | — | Erstveröffentlichung: 20. Oktober 1978                                             |
| 1980 | Sleepwalk Vienna                       | — | — | — | UK29 (11 Wo.)UK | — | Erstveröffentlichung: 16. Juni 1980                                                |
| 1980 | Passing Strangers Vienna               | — | — | — | UK57 (4 Wo.)UK | — | Erstveröffentlichung: 10. Oktober 1980                                             |
| 1981 | Vienna                                 | DE14 (20 Wo.)DE | AT8 (14 Wo.)AT | — | UK2 Gold · (18 Wo.)UK | — | Erstveröffentlichung: 15. Januar 1981 Verkäufe: + 500.000; Single of the Year 1981 |
| 1981 | All Stood Still Vienna                 | DE69 (2 Wo.)DE | — | — | UK8 Silber · (10 Wo.)UK | — | Erstveröffentlichung: 26. Mai 1981 Verkäufe: + 250.000                             |
| 1981 | The Thin Wall Rage in Eden             | — | — | — | UK14 (8 Wo.)UK | — | Erstveröffentlichung: 10. August 1981                                              |
| 1981 | The Voice Rage in Eden                 | — | — | — | UK16 (12 Wo.)UK | — | Erstveröffentlichung: 26. Oktober 1981                                             |
| 1982 | Reap the Wild Wind Quartet             | — | — | — | UK12 (9 Wo.)UK | US71 (5 Wo.)US | Erstveröffentlichung: 17. September 1982                                           |
| 1982 | Hymn Quartet                           | DE9 (19 Wo.)DE | — | CH6 (5 Wo.)CH | UK11 Silber · (11 Wo.)UK | — | Erstveröffentlichung: 10. November 1982 Verkäufe: + 250.000                        |
| 1983 | Visions in Blue Quartet                | — | — | — | UK15 (6 Wo.)UK | — | Erstveröffentlichung: 3. März 1983                                                 |
| 1983 | We Came to Dance Quartet               | — | — | — | UK18 (7 Wo.)UK | — | Erstveröffentlichung: 18. April 1983                                               |
| 1984 | One Small Day Lament                   | — | — | — | UK27 (6 Wo.)UK | — | Erstveröffentlichung: 26. Januar 1984                                              |
| 1984 | Dancing with Tears in My Eyes Lament   | DE7 (16 Wo.)DE | — | CH16 (7 Wo.)CH | UK3 Silber · (13 Wo.)UK | — | Erstveröffentlichung: Mai 1984                                                     |
| 1984 | Lament                                 | — | — | — | UK22 (8 Wo.)UK | — | Erstveröffentlichung: 21. Juni 1984                                                |
| 1984 | Heart of the Country Lament            | — | — | — | — | — | Erstveröffentlichung: September 1984                                               |
| 1984 | Love’s Great Adventure The Collection  | — | — | — | UK12 (9 Wo.)UK | — | Erstveröffentlichung: 12. Oktober 1984                                             |
| 1986 | Same Old Story U-Vox                   | — | — | — | UK31 (6 Wo.)UK | — | Erstveröffentlichung: 26. September 1986                                           |
| 1986 | All Fall Down U-Vox                    | — | — | — | UK30 (5 Wo.)UK | — | Erstveröffentlichung: 10. November 1986                                            |
| 1987 | All In One Day U-Vox                   | — | — | — | UK88 (3 Wo.)UK | — | Erstveröffentlichung: 8. Juni 1987                                                 |
| 1992 | Vienna 92 –                            | — | — | — | — | — | Erstveröffentlichung: 1992                                                         |
| 1993 | I Am Alive Revelation                  | DE80 (2 Wo.)DE | — | — | — | — | Erstveröffentlichung: 24. Mai 1993                                                 |
| 1995 | There Goes a Beautiful World Ingenuity | — | — | — | — | — | Erstveröffentlichung: 1995                                                         |
| 2012 | Brilliant                              | — | — | — | — | — | Erstveröffentlichung: 27. Juli 2012                                                |

Um die beste Soundqualität zu erreichen, wurden einige Singles als Clear Vinyl veröffentlicht, die aufgrund der geringen Auflage heute begehrte Sammlerstücke darstellen. Clear oder Virgin Vinyl („jungfräuliches Vinyl“) ist frisches, nicht beim Einschmelzen mit den Resten des Labelpapiers verunreinigtes Vinyl.

## Videoalben
| Jahr | Titel                                   | Höchstplatzierung, Gesamtwochen, AuszeichnungChartplatzierungen (Jahr, Titel, Platzierungen, Wochen, Auszeichnungen, Anmerkungen) | Höchstplatzierung, Gesamtwochen, AuszeichnungChartplatzierungen (Jahr, Titel, Platzierungen, Wochen, Auszeichnungen, Anmerkungen) | Höchstplatzierung, Gesamtwochen, AuszeichnungChartplatzierungen (Jahr, Titel, Platzierungen, Wochen, Auszeichnungen, Anmerkungen) | Höchstplatzierung, Gesamtwochen, AuszeichnungChartplatzierungen (Jahr, Titel, Platzierungen, Wochen, Auszeichnungen, Anmerkungen) | Höchstplatzierung, Gesamtwochen, AuszeichnungChartplatzierungen (Jahr, Titel, Platzierungen, Wochen, Auszeichnungen, Anmerkungen) | Anmerkungen                |
| Jahr | Titel                                   | DE | AT | CH | UK | US | Anmerkungen                |
| ---- | --------------------------------------- | --- | --- | --- | --- | --- | -------------------------- |
| 2010 | Return to Eden – Live at the Roundhouse | — | — | — | UK50 (1 Wo.)UK | — | Erstveröffentlichung: 2010 |

Weitere Videoalben
- 1983: Monument – Excerpts from the Quartet Concert
- 1984: The Collection
- 2009: The Very Best of Ultravox

## Boxsets
| Jahr | Titel Musiklabel                     | Höchstplatzierung, Gesamtwochen, AuszeichnungChartplatzierungen (Jahr, Titel, Musiklabel, Platzierungen, Wochen, Auszeichnungen, Anmerkungen) | Höchstplatzierung, Gesamtwochen, AuszeichnungChartplatzierungen (Jahr, Titel, Musiklabel, Platzierungen, Wochen, Auszeichnungen, Anmerkungen) | Höchstplatzierung, Gesamtwochen, AuszeichnungChartplatzierungen (Jahr, Titel, Musiklabel, Platzierungen, Wochen, Auszeichnungen, Anmerkungen) | Höchstplatzierung, Gesamtwochen, AuszeichnungChartplatzierungen (Jahr, Titel, Musiklabel, Platzierungen, Wochen, Auszeichnungen, Anmerkungen) | Höchstplatzierung, Gesamtwochen, AuszeichnungChartplatzierungen (Jahr, Titel, Musiklabel, Platzierungen, Wochen, Auszeichnungen, Anmerkungen) | Anmerkungen |
| Jahr | Titel Musiklabel                     | DE | AT | CH | UK | US | Anmerkungen |
| ---- | ------------------------------------ | --- | --- | --- | --- | --- | --- |
| 2013 | The Albums 1980–2012 Chrysalis (EMI) | — | — | — | — | — | Erstveröffentlichung: 28. Oktober 2013 CD-Box mit den Alben Vienna, Rage in Eden, Quartet, Monument, Lament, U-Vox, Return to Eden und Brilliant in Paper-Sleeves |

## Statistik

### Chartauswertung
|                     | DE    | AT    | CH    | UK     | US    |
| ------------------- | ----- | ----- | ----- | ------ | ----- |
| Nummer-eins-Alben   | DE—DE | AT—AT | CH—CH | UK—UK  | US—US |
| Top-10-Alben        | DE—DE | AT—AT | CH—CH | UK8UK  | US—US |
| Alben in den Charts | DE7DE | AT1AT | CH2CH | UK11UK | US4US |

|                       | DE    | AT    | CH    | UK     | US    |
| --------------------- | ----- | ----- | ----- | ------ | ----- |
| Nummer-eins-Singles   | DE—DE | AT—AT | CH—CH | UK—UK  | US—US |
| Top-10-Singles        | DE2DE | AT1AT | CH1CH | UK3UK  | US—US |
| Singles in den Charts | DE5DE | AT1AT | CH2CH | UK19UK | US1US |

|                          | DE    | AT    | CH    | UK    | US    |
| ------------------------ | ----- | ----- | ----- | ----- | ----- |
| Nummer-eins-Videoalben   | DE—DE | AT—AT | CH—CH | UK—UK | US—US |
| Top-10-Videoalben        | DE—DE | AT—AT | CH—CH | UK—UK | US—US |
| Videoalben in den Charts | DE—DE | AT—AT | CH—CH | UK1UK | US—US |

### Auszeichnungen für Musikverkäufe
| Goldene Schallplatte - Australien - 1982: für das Album Rage in Eden - Neuseeland - 1981: für das Album Vienna - 1982: für das Album Rage in Eden | Platin-Schallplatte - Neuseeland - 1985: für das Album The Collection |

Anmerkung: Auszeichnungen in Ländern aus den Charttabellen bzw. Chartboxen sind in ebendiesen zu finden.
| Land/RegionAuszeichnungen für Musikverkäufe (Land/Region, Auszeichnungen, Verkäufe, Quellen) | Silber     | Gold     | Platin     | Verkäufe  | Quellen                   |
| -------------------------------------------------------------------------------------------- | ---------- | -------- | ---------- | --------- | ------------------------- |
| Australien (ARIA)                                                                            | —          | Gold1    | —          | 20.000    | Einzelnachweise           |
| Neuseeland (RMNZ)                                                                            | —          | 2× Gold2 | Platin1    | 40.000    | aotearoamusiccharts.co.nz |
| Vereinigtes Königreich (BPI)                                                                 | 5× Silber5 | 6× Gold6 | 4× Platin4 | 3.020.000 | bpi.co.uk                 |
| Insgesamt                                                                                    | 5× Silber5 | 9× Gold9 | 5× Platin5 |           |                           |